# يوغيت (بني زراولاو)
يوغيت هو دُوَّار يقع بجماعة باب برد، إقليم شفشاون، جهة طنجة تطوان الحسيمة في المملكة المغربية. ينتمي الدوّار لمشيخة بني زراولاو التي تضم 9 دواوير. يقدر عدد سكانه بـ 485 نسمة حسب الإحصاء الرسمي للسكان والسكنى لسنة 2004.

## روابط خارجية
- البوابة الوطنية للجماعات الترابية
- المندوبية السامية للتخطيط